# George Reneau
George Reneau (* 1901 im Jefferson County, Tennessee; † 1933 in Knoxville, Tennessee), auch als The Blind Minstrel of the Smoky Mountains bekannt, war ein US-amerikanischer Old-Time-Musiker. Reneau war gehörte zu den ersten ländlichen Musikern, die auf Schallplatte aufgenommen wurden.

## Leben

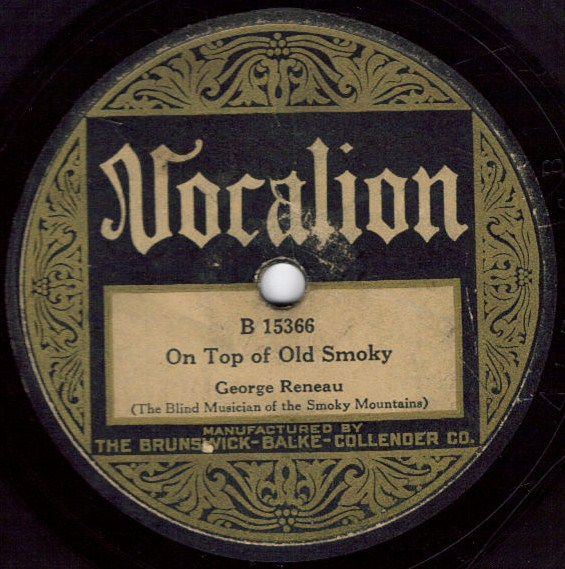
On Top of Old Smoky, 1925

Über George Reneaus Leben ist nicht viel bekannt. Der blinde Reneau spielte Gitarre und Mundharmonika. Er verdiente – wie viele andere blinde Musiker – Geld als Straßenmusiker. 1924 reiste Reneau nach New York City, wo er im April für Vocalion Records Plattenaufnahmen machte. Den Produzenten war seine Stimme jedoch zu rau, sodass sie ihm den Sänger Gene Austin an die Seite stellten, der an Stelle von Reneau sang, während dieser nur Gitarre und Mundharmonika spielte. Diese Aufnahmen wurden von Vocalion später unter dem Namen Blue Ridge Duo veröffentlicht. Schlussendlich wurde es Reneau aber auch erlaubt, einige Songs ohne Austin einzuspielen, die ebenfalls veröffentlicht wurden. Diese Aufnahmen wurden im Herbst 1925 gemacht. Unter den eingespielten Stücken befand sich On Top of Old Smoky, der im Laufe des Jahrzehntes ebenfalls von verschiedenen anderen Old-Time-Musikern eingespielt wurde.
Reneau selbst kehrte nach seinen Aufnahmen nach Knoxville, Tennessee, zurück, wo er wieder als Straßenmusiker auftrat. Weitere Sessions folgten nicht, wahrscheinlich lebte er in Armut weiter. Er starb 1933 in Knoxville.

## Diskografie
| Jahr                  | Titel                                                            | #    | Anmerkungen                |
| --------------------- | ---------------------------------------------------------------- | ---- | -------------------------- |
| Veröffentlichte Titel |                                                                  |      |                            |
| Vocalion Records      |                                                                  |      |                            |
|                       | Wreck on the Southern 97 / Lonesome Road Blues                   | 5029 |                            |
|                       | Life’s Railway to Heaven / You Will Never Miss Your Mother       | 5030 |                            |
|                       | Little Brown Jug / Turkey in the Straw                           | 5031 |                            |
|                       | Arkansas Traveler / Casey Jones                                  | 5032 |                            |
|                       | Here Rattler Here / When You and I Were Young, Maggie            | 5033 |                            |
|                       | Susie Ann / Blue Ridge Blues                                     | 5034 |                            |
|                       | Red Wing / Smoky Mountain Blues                                  | 5049 |                            |
|                       | The C and O Wreck / Jesse James                                  | 5050 |                            |
|                       | Softly and Tenderly / The Baggage Coach Ahead                    | 5052 |                            |
|                       | Bald Headed End of the Broom / The New Market Wreck              | 5054 |                            |
|                       | Birmingham / I’ve Got the Railroad Blues                         | 5055 |                            |
|                       | The Prisoner’s Song / The Lightning Express                      | 5056 |                            |
|                       | Little Rosewood Casket / Rock All Our Babies to Sleep            | 5057 |                            |
|                       | Letter Edged in Black / Wild Bill Jones                          | 5058 |                            |
|                       | Women’s Suffrage / Wild and Reckless Hoboes                      | 5059 |                            |
|                       | My Redeemer / We’re Floating Down the Stream of Time             | 5064 |                            |
|                       | Rovin’ Gambler / Sinking of the Titanic                          | 5077 |                            |
|                       | May I Sleep In Your Barn / Gambling on the Sabbath Day           | 5078 |                            |
|                       | Bad Companions / When the Work’s All Done This Fall              | 5079 |                            |
|                       | Hand of Fate / Jack and Joe                                      | 5080 |                            |
|                       | I’m Glad My Wife’s in Europe / Railroad Lover                    | 5083 |                            |
|                       | Love Always Has Its Way / Old Man on the Hill                    | 5106 |                            |
|                       | When I Shall Cross Over the Dark Rolling Tide / Old Rugged Cross | 5107 |                            |
|                       | Two Orphans / Weeping Willow Tree                                | 5108 |                            |
|                       | On Top of Old Smokey / Dark Eyes                                 | 5114 | B-Seite von Sid Harkreader |